# Нарисуй мне небо
Нарису́й мне не́бо — сингл украинско-российской певицы Ёлки выпущенный 7 июля 2014 года лейблом Velvet Music. Песня написана Отто Нотманом и Александром Дуловым. Песня, по словам Ёлки войдёт в её новый альбом, который будет выпущен в 2014 году. Так же, в интервью для «Musecube Tv» после большого сольного концерта 30 мая 2014 года в Ray Just Arena, Ёлка сказала, что в  августе на песню выйдет клип.

## История создания
Впервые информация о новых песнях певицы Ёлки появилась в мае 2014 года перед большим сольным концертом 30 мая 2014 года в Ray Just Arena. На концерте она исполнила новые песни: «Море внутри», «Прохожий» и «Нарисуй мне небо». Песни сразу понравилась музыкальным критикам и фанатам певицы. Студийная версия песни вышла 7 июля 2014 года лейблом Velvet Music. Песня написана Отто Нотманом и Александром Дуловым. Песня, по словам Ёлки войдёт в её новый альбом, который будет выпущен в 2014 году. Так же, в интервью для «Musecube TV» после большого сольного концерта 30 мая 2014 года в Ray Just Arena, Ёлка сказала, что в июле или августе на песню выйдет клип.

## Видеоклип
Видеоклип на песню «Нарисуй мне небо» опубликован на официальном канале лейбла Velvet Music 25 августа 2014 года. 16 и 17 июля в Санкт-Петербурге прошли съёмки видеоклипа.

## Участники записи
| - Ёлка — вокал - Отто Нотман — автор (слова и музыка) - Александр Дулов — автор (слова и музыка) - Константин Меладзе — саунд-продюсер, аранжировка - Павел Гавронов — программинг ударных и синтезаторов, клавишные | - Сергей Ребрик — звукорежиссёр - Михаил Баньковский — гитара - В. Пушкарь — тромбон - А. Сашальский — аккордеон - Velvet Music — лейбл звукозаписи |

## Чарты
| \| Страна/территория (Чарт) \| Высшая Позиция \| \| ---------------------------------------------- \| -------------- \| \| Россия (Tophit Российский Топ-100)[1] \| 8 \| \| Россия (Tophit Московский Топ-100)[2] \| 13 \| \| Россия (Tophit Санкт-Петербургский Топ-100)[3] \| 15 \| \| СНГ (Tophit Общий Топ-100) \| 9 \| \| СНГ (Tophit Топ-100 по заявкам) \| 1 \| \| Украина (Tophit Украинский Топ-100)[4] \| 3 \| \| Украина (Tophit Киевский Топ-100) \| 1 \| | Годовые чарты  |
| Страна/территория (Чарт) | Высшая Позиция |
| Россия (Tophit Российский Топ-100) | 8              |
| Россия (Tophit Московский Топ-100) | 13             |
| Россия (Tophit Санкт-Петербургский Топ-100) | 15             |
| СНГ (Tophit Общий Топ-100) | 9              |
| СНГ (Tophit Топ-100 по заявкам) | 1              |
| Украина (Tophit Украинский Топ-100) | 3              |
| Украина (Tophit Киевский Топ-100) | 1              |

## История релиза
| Страна           | Дата выхода | Формат                          | Лейбл                            |
| ---------------- | ----------- | ------------------------------- | -------------------------------- |
| Россия           | 7 июля      | Цифровая дистрибуция            | Velvet Music                     |
| СНГ              | 8 июля      | Цифровая дистрибуция            | Velvet Music                     |
| Мировая премьера | 9 июля      | Цифровая дистрибуция, видеоклип | Interscope Records, Velvet Music |